# Chetak
Chetak ou Cetak est le nom donné, dans la littérature traditionnelle, au cheval monté par le Maharana Pratap à la bataille de Haldighati, pendant le combat du 21 juin 1576 à Haldighati, dans les montagnes Aravalli du Rajasthan, dans l'ouest de l'Inde. Ce cheval n'est pas mentionné dans les sources historiques.

## Histoire

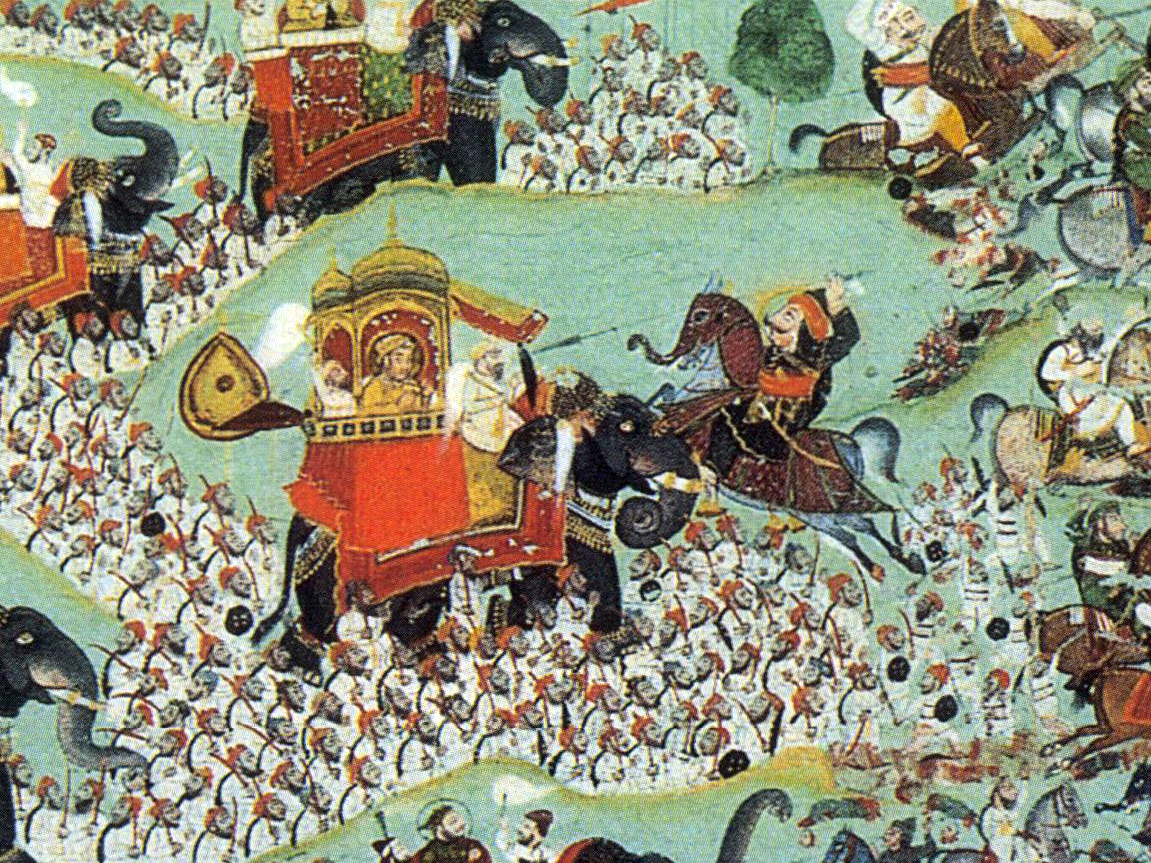
Chokha de Devgarh, Bataille de Haldighati, peint en 1822; détail, montrant l'attaque de Pratap, monté sur Chetak, sur le chef des forces Mogholes, Man Singh, d'Amber, dans un howdah sur un éléphant.

Les sources historiques ne nomment pas le cheval monté par le Maharana Pratap à la Bataille de Haldighati le 21 juin 1576, ni ne mentionnent d'attributs inhabituels, d'exploits ou de réalisation hors-normes. Selon la tradition, Chetak, bien que blessé, a transporté Pratap en toute sécurité loin de la bataille, mais il est mort de ses blessures. L'histoire est racontée dans les poèmes de cour de Mewar à partir du XVIIe siècle et jusqu'à notre époque. Le cheval est d'abord nommé « Cetak » dans une ballade du dix-huitième siècle, Khummana-Raso. Cette histoire a été publiée en 1829 par le Lieutenant-Colonel James Tod, un officier colonial britannique qui avait été officier politique de la cour Mewari, dans le premier volume de ses Annals and Antiquities of Rajast'han or the Central and Western Rajpoot States of India (en français : Annales et Antiquités du Rajasthan ou des états rajpoutes de l'Inde centrale et occidentale),. Son récit se base sur le Khummana-Raso, et est devenu la version de l'histoire de Chetak la plus couramment racontée et reprise dans les versions postérieures.
Dans cette version, le cheval est nommé « Chytuc », et est une fois désigné comme étant le « cheval bleu ». Pratap est, à un point du récit, désigné comme le « cavalier du cheval bleu ».
L'histoire se propage à l'extérieur du Rajasthan, au Bengale et ailleurs, où Pratap est considéré comme un exemple emblématique de la résistance à l'invasion, et ainsi un symbole de résistance nationaliste à l'occupation coloniale britannique.

## Commémorations

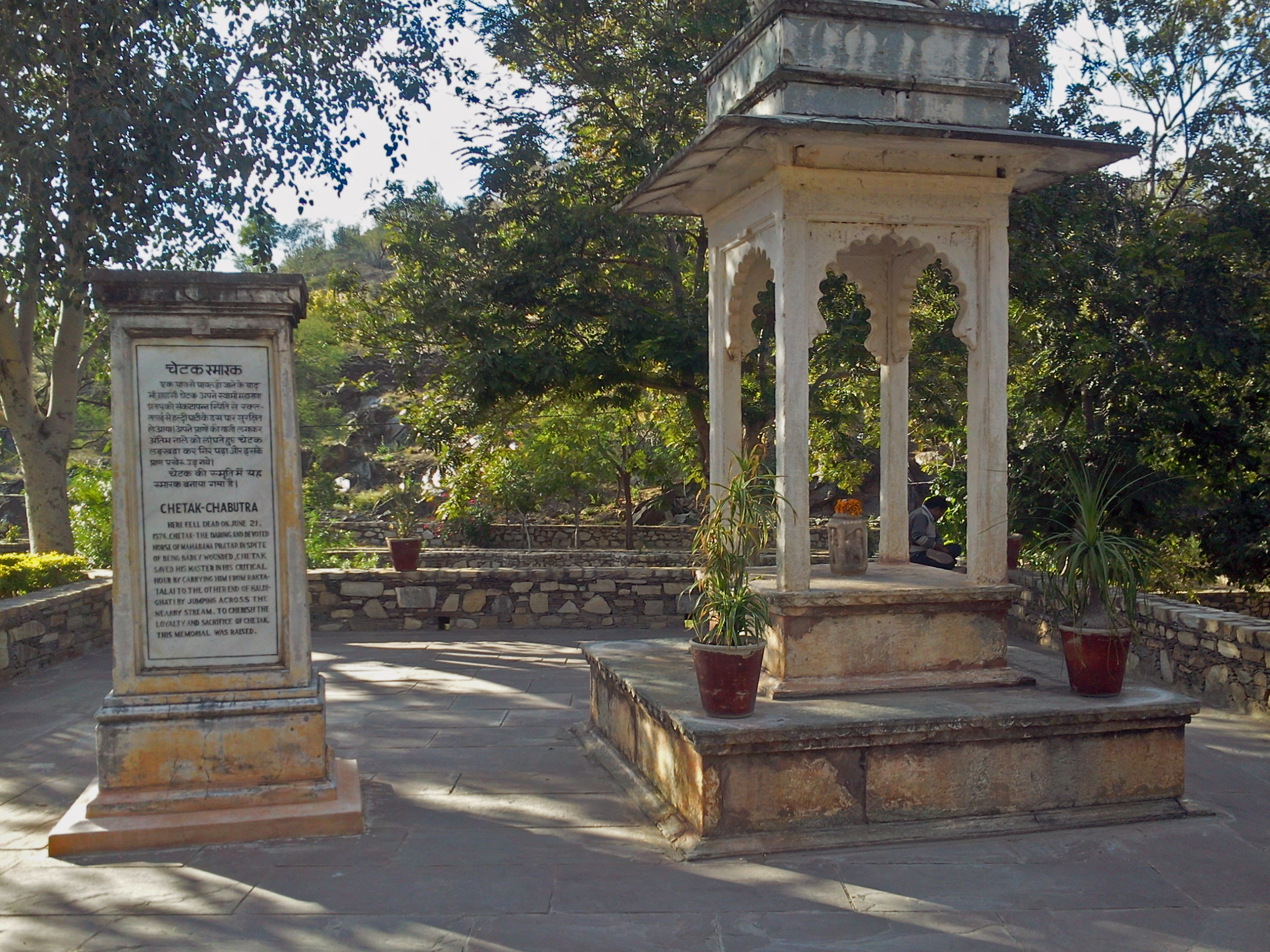
Le Chetak Smarak à Haldighati.

Plusieurs statues et monuments de Pratap et Chetak ont été érigés. Une statue équestre a été placé dans le Moti Magri Parc à Udaipur par Bhagwant Singh Mewar (1955-1984), ; une autre surplombe la ville de Jodhpur.
Le Chetak Smarak à Haldighati dans le district de Rajsamand est, d'après la tradition locale, situé à l'endroit même où Chetak est tombé.
L'hélicoptère Alouette III construit sous licence en Inde porte ce nom.